# Eiríksjökull

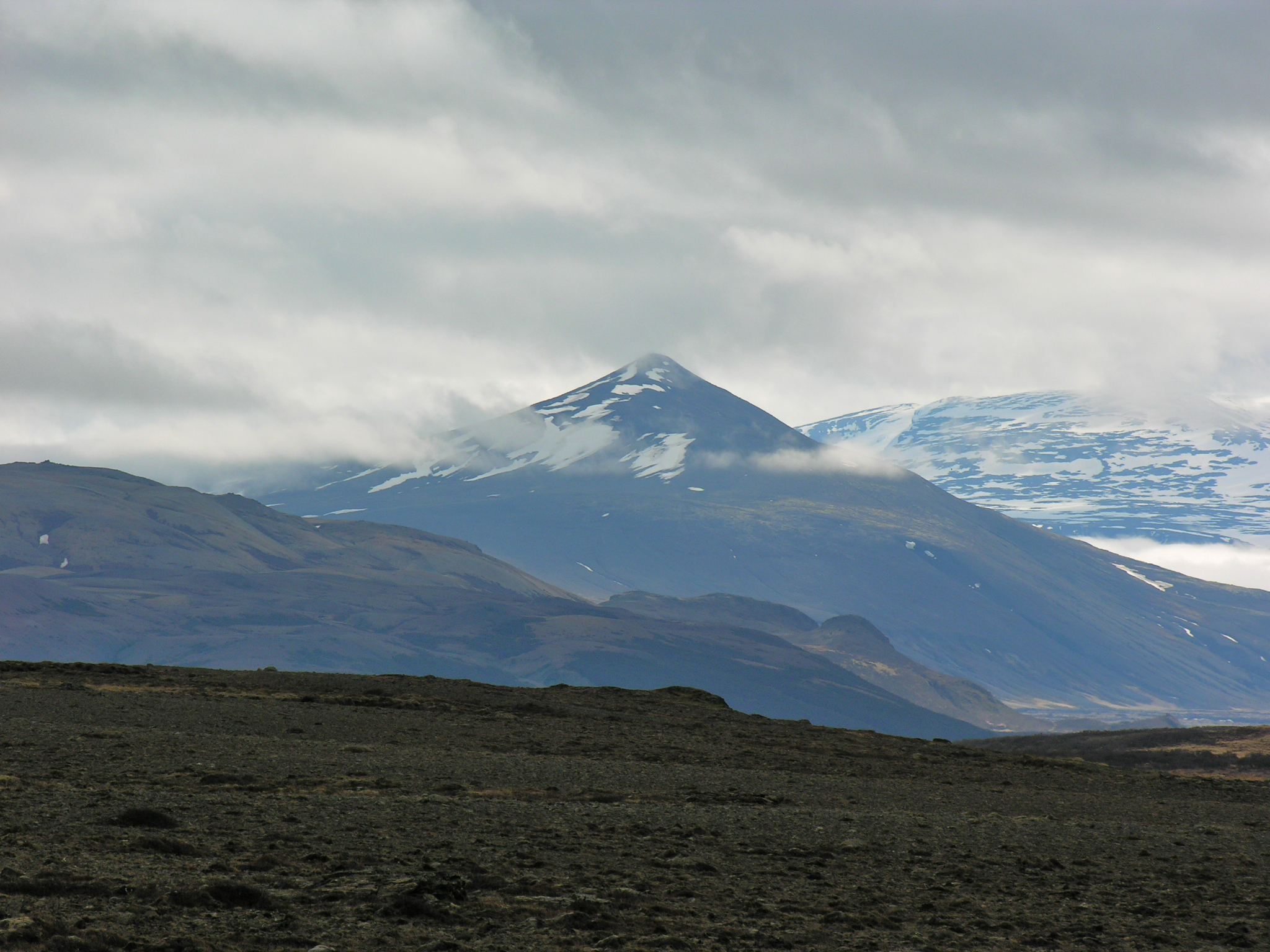
Vista del Eiríksjökull.

Eiríksjökull (i.e. 'Glaciar de Erik') es un glaciar situado al noroeste de Langjökull, en la región de Vesturland al occidente de Islandia.

## Características
Tiene un área de 22 kilómetros cuadrados que alcanza una altura de 1.675 m s. n. m., por lo que es la mayor meseta de la isla. Se eleva más de 1000 metros sobre sus alrededores. En la actualidad, se considera que está dormido o extinto en términos de actividad volcánica. En sus nieves nace el río Fnjóská, que desemboca en el fiordo Eyjafjörður.